# Bocas del Toro (province)
Bocas del Toro est une province du Panama. Sa capitale est la ville de Bocas del Toro, située sur l'île Colón.

## Présentation
La population de la province est de 103 072 habitants en 2002. Sa superficie est de 8 745 km2 et elle est composée de 9 îles principales. On y trouve de nombreuses plantations de banane plantain, souvent appelé l'or vert (oro verde) de l'Amérique centrale.

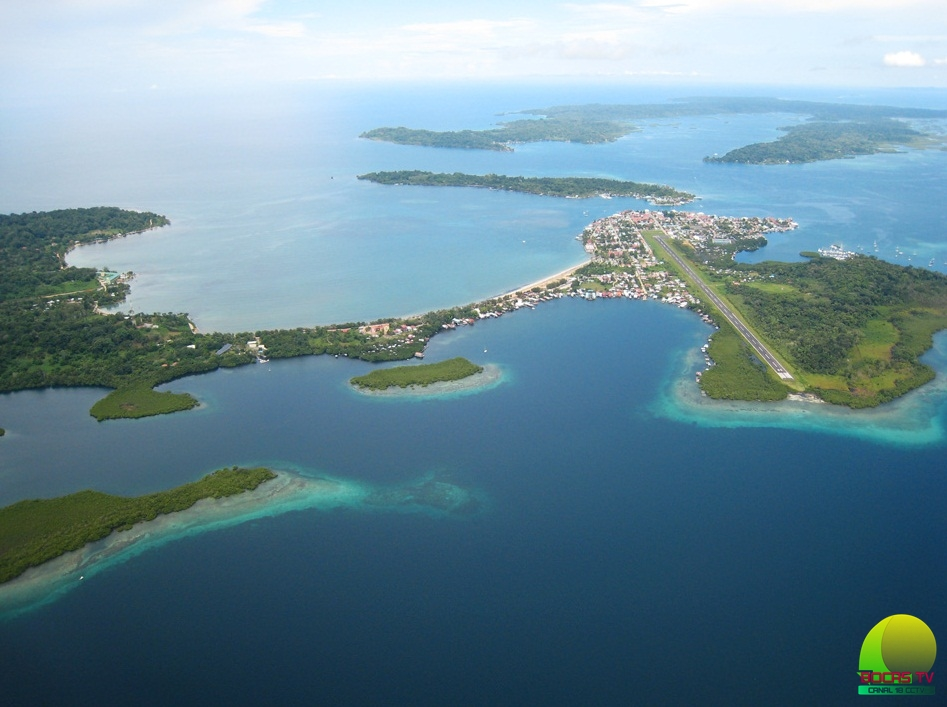

## Histoire
Christophe Colomb, à la recherche d'un passage vers l'océan Pacifique, explora cette région en 1502. Colomb donna le nom de Isla del Drago (île au Dragon) à l'île.
Pendant la période coloniale, Bocas del Toro faisait partie de la province de Veraguas.
Pendant la période d'union avec la Colombie, le gouvernement créa un district de Bocas del Toro en 1834.
En 1850, Bocas del Toro devint partie intégrante de Chiriquí, puis en fut séparé pour être rattaché à la province de Colón.
Le 16 novembre 1903, Bocas del Toro fut séparé de la province de Colon et devint une province en elle-même.
En 1941, Bocas del Toro fut divisée en 2 districts, Bocas del Toro et Crimamola.
En 1970, le district de Boca del Toro devint Changuinola, le district de Bastimentos disparut et 3 nouveaux districts furent ajoutés.
Les limites des districts furent à nouveau modifiées en 1997, lorsque la comarque de Ngöbe-Buglé fut créée.

## Districts et corregimientos
La province est divisée en plusieurs districts, eux-mêmes divisés en plusieurs corregimientos :
| District d'Almirante qui comprend les corregimientos de : - Almirante - Bajo Culubre - Barriada Guaymí - Barrio Francés - Cauchero - Miraflores (Ceiba) (es) - Miraflores (Bocas del Toro) - Nance de Riscó - Valle de Aguas Arriba - Valle de Riscó | District de Bocas del Toro d'une superficie de 430 km2, créé en 1855, qui comprend les corregimientos de : - Bastimentos - Bocas del Toro - Boca del Drago - Punta Laurel - Tierra Oscura - San Cristóbal |

| District de Changuinola d'une superficie de 208 km2, créé en 1903, qui comprend les corregimientos de : - Barriada 4 de Abril - Barranco Adentro - Changuinola - Cochigro - El Empalme - El Silencio - Finca 4 - Finca 6 - Finca 12 - Finca 30 - Finca 51 - Finca 60 - Finca 66 - Guabito - La Gloria - La Mesa - Las Delicias - Las Tablas | District de Chiriqui Grande d'une superficie de 4 005 km², créé en 1970, qui comprend les corregimientos de : - Bajo Cedro - Chiriquí Grande - Miramar - Punta Peña - Punta Robalo - Rambala |